# Архивные юноши

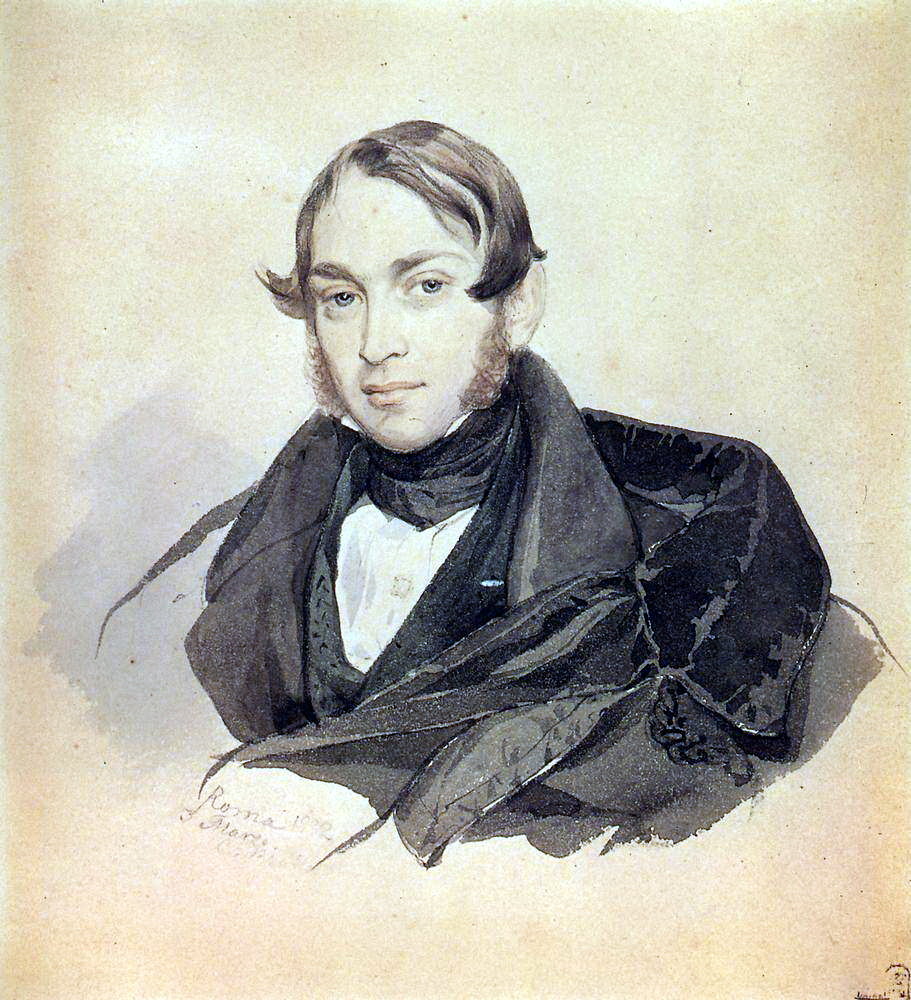
Сергей Соболевский, автор прозвища «архивные юноши» (художник Карл Брюллов).

Архи́вные ю́ноши — собирательное прозвище образованных молодых людей, служивших в 1820-х годах в Московском архиве Коллегии иностранных дел. Выражение было придумано Сергеем Соболевским для сослуживцев своего поколения, принятых в архив в начале 1820-х годов, но иногда распространяется шире на молодых работников архива всего периода его существования.
В разные годы через службу в архиве прошли А. С. Пушкин, И. И. Лажечников, Ф. Ф. Вигель, П. П. Каверин, Д. Н. Блудов, Н. И. Тургенев, А. И. Тургенев, И. П. Мятлев (который был записан в архив шестилетним, а в десять лет ушёл в бессрочный отпуск), Н. В. Всеволожский, А. К. Толстой, Н. П. Огарёв, А. М. Унковский и многие другие.

## Карьера в архиве
После того, как в начале своего правления император Павел I ограничил возможность записывать на военную службу дворянских детей и младенцев, родители из старых благородных родов стали изыскивать пути оформить своих детей на выгодную и необременительную гражданскую службу. Одним из наиболее привлекательных в глазах родителей мест службы был Московский архив Коллегии иностранных дел. Это учреждение являлось отличной стартовой площадкой для дипломатической карьеры, при том, что должность в нём во многом выглядела синекурой.
Благодаря резко выросшей популярности архива доступные по штату должности «юнкеров» были быстро заняты, и, чтобы высвободить места новому пополнению благородных отпрысков, прослуживших недолгое время мальчиков производили на должности переводчиков и актуариусов.

По разным возрастам служивших в нём <архиве> юношей и ребят можно было видеть в нём и университет, и гимназию, и приходское училище; он был вместе и канцелярия, и кунсткамера. Самая ранняя заря жизни встречалась в нём с поздним её вечером; семидесятилетний надворный советник Иванов сидел близко от одиннадцатилетнего переводчика Васильцовского.
— Ф. Ф. Вигель
Спустя некоторое время присутствие аристократической молодёжи укоренилось настолько, что положение «юноши» при архиве само почти сделалось должностью. Для этого времени характерно именование одного из сформированных сотрудниками рукописных томов: «Дипломатические статьи из Всеобщего Робистонова словаря, переведённые при Московском Архиве служащими благородными юношами в 1802—1805 гг. под надзиранием статского советника Алексея Малиновского». Среди обязанностей этих сотрудников было, например, переписывание в едином формате древних грамот и договоров для их дальнейшей публикации. Однако связанной с профилем заведения работы на всех недоставало, и управляющий архивом А. Ф. Малиновский издал несколько переведённых молодёжью пьес Коцебу, которые Д. П. Горчаков, один из участников, окрестил «коцебятиной». Согласно воспоминаниям, для многих молодых людей работа в архиве представлялась бессмысленным перетаскиванием документов с места на место; юноши и подростки старались избегать службы и появляться в архиве как можно реже.

## Архивные юноши двадцатых

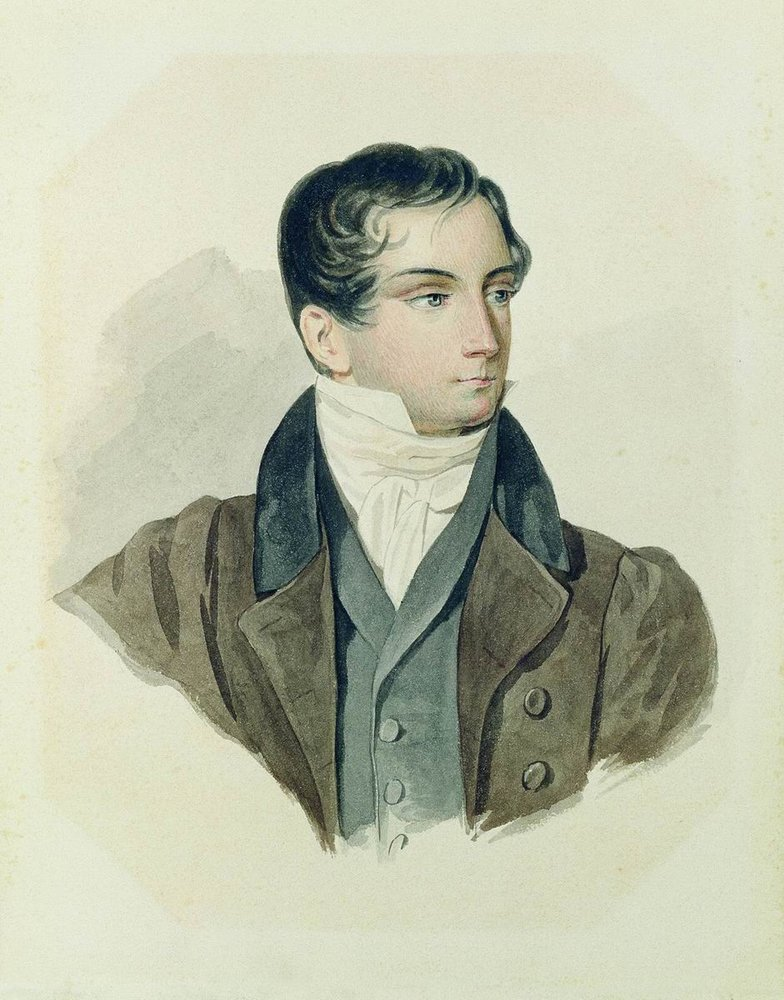
Портрет архивного юноши Дмитрия Веневитинова. Художник Пётр Соколов.

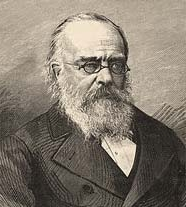
Архивный юноша А. И. Кошелёв.

В начале 1820-х годов в архив поступило новое поколение благородной московской молодёжи — большей частью это были отлично образованные выпускники Московского университета и Университетского благородного пансиона. Среди вновь пришедших были Алексей Веневитинов и Дмитрий Веневитинов, Н. А. Мельгунов, А. И. Кошелёв, И. В. Киреевский, С. А. Соболевский, В. П. Титов, В. Ф. Одоевский, С. П. Шевырёв. Именно этому поколению с лёгкой руки Сергея Соболевского было суждено войти в историю русской культуры под прозвищем «архивных юношей».
По воспоминаниям Кошелёва, приходить на службу полагалось дважды в неделю, по понедельникам и четвергам. Однако начальство архивных юношей «было очень мило», и даже отведенное для работы время молодые люди посвящали литературным забавам и беседам на философские темы. Архив быстро превращался в своеобразный аристократический клуб, он «прослыл сборищем „блестящей“ московской молодежи, и звание „архивного юноши“ сделалось весьма почетным».
Помимо еженедельных двухразовых встреч многие из коллег становятся участниками основанного московским литератором и педагогом Семёном Раичем литературного «Общества друзей», известного также как «Кружок Раича». Членов кружка объединял общий интерес к вопросам эстетики, литературы и теории искусства. Среди его участников были Ф. И. Тютчев, князь B. Ф. Одоевский, А. Н. Муравьев, Д. П. Ознобишин, М. П. Погодин, М. А. Дмитриев, А. И. Писарев, В. П. Титов, С. П. Шевырёв, А. М. Кубарев, Авр. С. Норов, Ал. С. Норов, М. А. Максимович и многие другие.

<…> одни из членов постоянно, другие временно посещали общество, собиравшееся у меня вечером по четвергам. Здесь читались и обсуждались по законам эстетики, которая была в ходу, сочинения членов и переводы с греческого, латинского, персидского, арабского, английского, итальянского, немецкого и редко французского языка.
— Автобиография С. Е. Раича
До сих пор философа не могут себе представить иначе, как
в образе французского говоруна XVIII века; посему-то мы
для отличия и называем истинных философов любомудрами.
В. Ф. Одоевский. «Мнемозина», 1824, ч. IV, стр. 163.
Преимущественное литературное, сообщество Раича не могло вполне разделить овладевшее многими из «архивных юношей» глубокое увлечение философией. В 1823 году товарищи создали ещё одно «общество», главной задачей которого было изучение и пропаганда трудов западных философов, в первую очередь представителей немецкого идеализма, в особенности Ф. В. Шеллинга. Чтобы отмежеваться от рационалистических взглядов французских просветителей («французских говорунов XVIII века»), молодые люди называют себя не «философами», а «любомудрами», а свой кружок — «Обществом любомудрия». Его членами стали B. Ф. Одоевский (председатель общества), Д. В. Веневитинов (секретарь), И. В. Киреевский, Н. М. Рожалин, А. И. Кошелёв, В. П. Титов, С. П. Шевырёв, Н. А. Мельгунов. Близки обществу были М. П. Погодин и А. С. Хомяков. Этот кружок собирался тайно, и о его существовании любомудры никому не рассказывали.
Любомудры старались осуществить литературную реформу на основании идей об единстве философии и искусства. Философская лирика Дмитрия Веневитинова стала коротким но ярким явлением литературной жизни середины 1820-х годов. Владимир Одоевский в 1824—1825 годах вместе с Вильгельмом Кюхельбекером издавал литературно-философский альманах «Мнемозина» (вышло четыре выпуска). Это издание Одоевский использовал для распространения идей любомудров. Кроме «Мнемозины» «архивные юноши» были активными участниками других московских альманахов: погодинской «Урании» (1826), «Северной лиры» (1827) Раича и Д. П. Ознобишина, а позднее, совместно с Погодиным, выпускали «Московский вестник».
В 1825 году деятельность раичевского кружка приостановилась из-за отъезда Семёна Раича семейным учителем на Украину. В конце того же года, после событий на Сенатской площади, самораспустились любомудры, благоразумно уничтожив протоколы собраний и устав общества. Вскоре многие из коллег покидают службу в архиве и переезжают в Петербург. Судьбы бывших архивных юношей сложились по-разному, но большинство из них оставило заметный след в русской культуре.
- Дмитрий Веневитинов умер в возрасте двадцати одного года, тем не менее успел прославиться как поэт и философ.
- Николай Мельгунов стал литератором. Известен как писатель, публицист, переводчик, библиограф, музыкальный критик и композитор.
- Степан Шевырёв — поэт, литературный критик, историк литературы. По сей день сохраняют научное значение его исследования в области древних славянорусских рукописей[2]. Академик Петербургской Академии наук.
- Сергей Соболевский более всего известен как библиофил и библиограф, а также поэт.
- Владимир Титов сделал дипломатическую карьеру. Был членом Государственного совета, председателем Императорской Археографической комиссии.
- Александр Кошелёв — публицист и общественный деятель, славянофил. Автор автобиографических «Записок», важного источника по истории русской литературы и социальной мысли.
- Владимир Одоевский прославился как писатель, философ, музыковед и теоретик музыки.
- Иван Киреевский получил известность как религиозный философ, литературный критик и публицист. Стал одним из основателей славянофильства.

## След в художественной литературе
Прозвище «архивные юноши» было увековечено А. С. Пушкиным в седьмой главе Евгения Онегина:
Архивны юноши толпою

На Таню чопорно глядят

И про неё между собою

Неблагосклонно говорят.
На приоритет в использовании этого выражения претендовал Фаддей Булгарин, заклеймивший архивистов в романе «Иван Выжигин»: «Чиновники, неслужащие в службе или матушкины сынки, то есть задняя шеренга фаланги, покровительствуемой слепою фортуною. Из этих счастливцев большая часть не умеет прочесть Псалтыри, напечатанной славянскими буквами, хотя все они причислены в причт русских антиквариев. Их называют архивным юношеством».
Пушкин подтверждал авторство Соболевского и отмечал, что соответствующий фрагмент «Евгения Онегина» был опубликован в журнале за два года до выхода романа Булгарина.
Выражение иногда употребляется вне связи с историческими «архивными юношами» как шутливое определение начитанных молодых людей, в особенности — сведущих в области истории.